# Luigi De Magistris
Luigi De Magistris (Cagliari, 23 de fevereiro de 1926 - Cagliari, 16 de fevereiro de 2022) foi um cardeal italiano, Pró-Penitenciário-mor emérito da Santa Sé.

## Biografia
De uma família bem conhecida naquela cidade, de origem piemontesa. Filho de Edmondo, um médico e Agnese Ballero. Um de seus irmãos foi prefeito da capital da Sardenha, e outro se tornou consultor jurídico do Presidente da República, Antonio Segni. Em 1947, ele obteve a láurea em letras clássicas. Estudou filosofia e teologia no Seminário Pontifical Romano (Pontifícia Universidade Lateranense), em Roma, de 1948 a 1953. Em 1953, obteve a laurea em teologia.

## Vida eclesiástica
Foi ordenado padre em 12 abril de 1952, na Catedral de Cagliari, por Paolo Botto, arcebispo de Cagliari. Incardinado na Arquidiocese de Cagliari. De 1953 a 1958, ele foi, em primeiro lugar, o notário e, em seguida, defensor do vínculo do Tribunal Eclesiástico Regional da Sardenha; ele também ensinava nas escolas públicas e foi assistente de laureados e professores da Ação Católica.
Foi professor no Seminário Arquidiocesano de Cagliari, de 1955 a 1958. Em 1958, ele entrou para o serviço da Santa Sé como secretário-geral do Athenaeum Laterano, convocado pelo seu novo reitor, Antonio Pioli. Em fevereiro de 1959, ele foi transferido para a Congregação do Santo Ofício (Doutrina da Fé), primeiro como tabelião substituto; e mais tarde como sommista, colaborando com o seu então prefeito, o cardeal Alfredo Ottaviani. Em 1968, ele foi nomeado cônego honorário do capítulo da catedral metropolitana de Cagliari. Em fevereiro de 1969, foi nomeado minutante no Conselho para os Assuntos Públicos da Igreja, então guiado pelo Arcebispo Agostino Casaroli. Prelado de Honra de Sua Santidade em 27 de agosto de 1973. Foi nomeado regente da Penitenciária Apostólica em 11 de abril de 1979. Em 1992, ele tornou-se especialista em permanente da Pontifícia Comissão Ecclesia Dei.
Eleito bispo-titular de Nova em 6 de março de 1996, foi consagrado em 28 de abril, pelo Cardeal Giovanni Canestri, arcebispo emérito de Gênova, assistido por Ottorino Pietro Alberti, arcebispo de Cagliari, e por Tarcisio Pillolla, bispo-titular de Cartenne, bispo-auxiliar de Cagliari.
Em 22 de novembro de 2001, foi nomeado Pró-Penitenciário-Mor e promovido ao posto de arcebispo. Renunciou ao cargo por causa da idade e tornou-se Pró-Penitenciário-Mor emérito, em 4 de outubro de 2003. Ele foi consultor da Congregação para o Culto Divino e Disciplina dos Sacramentos, para as Causas dos Santos, para a Evangelização dos Povos, para o Clero, e da Pontifícia Comissão "Ecclesia Dei".
Em 4 de janeiro de 2015, o Papa Francisco anunciou a sua criação como cardeal, no Consistório Ordinário Público de 2015. Foi criado cardeal-diácono de Santíssimos Nomes de Jesus e Maria na Via Lata, recebendo o barrete e o anel cardinalício em 14 de fevereiro.
Ele morreu em Cagliari na noite de 16 de fevereiro de 2022, poucos dias antes de completar 96 anos.